# Кіроянц Сергій Георгійович
Сергій Георгійович Кіроянц — український політик. Колишній народний депутат України від Соціалістичної Партії (2002-2006).
Народився 1 березня 1955 року (місто Київ).
Освіта: Київський автомобільно-дорожній інститут (1977), інженер-будівельник мостів та тунелів.
1977-1981 роки — інженер Республіканського об'єднання «Укравтодор».
1981-1986 роки — старший інженер, старший ревізор контрольно-ревізійного відділу Міністерства будівництва підприємств важкої індустрії УРСР.
1986-1990 роки — начальник виробничо-диспетчерського відділу, головний будівельник відділу будівництва у південних областях Головного виробничого управління Республіканського комерційного центру Держпостачу УРСР.
1991-2000 роки — директор МПП «КСГ», місто Київ.
2000-2002 роки — директор ТОВ «КСГ», місто Київ.
Народний депутат України 4-го скликання з квітня 2002 до квітня 2006 років від СПУ, № 11 в списку. На час виборів: директор фірми «КСГ» (Київ), безпартійний. Член фракції СПУ (травень — листопад 2002), позафракційний (листопад 2002 — квітень 2004), уповноважений представник групи «Центр» (квітень — грудень 2004), позафракційний (грудень 2004 — грудень 2005), член фракції Блоку Юлії Тимошенко (грудень 2005 — січень 2006). Голова підкомітету з питань зовнішніх запозичень та державного боргу Комітету з питань фінансів і банківської діяльності (з червня 2002 року).
На виборах у Верховну Раду 2006 року балотувався від Партіі екологічного порятунку "Еко+25%", яка набрала 0,47% голосів.
Після цього займався бізнесом в Києві.

## Нагороди
Орден «За заслуги» III ступеня (серпень 2005).